# Arrhenatherum calderae
Arrhenatherum calderae es una especie de planta herbácea perteneciente a la familia de las poáceas. Es originaria de las Islas Canarias.

## Descripción
Se trata de una planta perenne y cespitosa que puede alcanzar el metro de altura.

## Distribución y hábitat
Arrhenatherum calderae es un endemismo canario característico de la vegetación de las Cañadas del Teide, pero también citado para la isla de La Palma.

## Taxonomía
Arrhenatherum calderae fue descrita por  Alfred Hansen y publicado en Cuadernos de Botánica Canaria 14–15: 65. 1972.
Etimología
Arrhenatherum: nombre genérico que deriva de las palabras griegas arrhen, varón, y ather, arista, en alusión a la arista de la flor masculina. 
calderae: epíteto geográfico que hace referencia a la caldera de Las Cañadas del Teide, lugar donde fue descubierta esta especie. 

## Nombre común
Se conoce como "mazorrilla del Teide".